# Baş Dizə
Baş Dizə è un comune dell'Azerbaigian situato nel distretto di Ordubad.